# Relaciones Colombia-Panamá
Las relaciones entre Colombia y Panamá (también llamadas relaciones colombo-panameñas) son las relaciones diplomáticas entre la República de Colombia y la República de Panamá. La relación se ha desarrollado desde la separación de Panamá, la cual ocurrió el 3 de noviembre de 1903, y se establecieron relaciones diplomáticas el 9 de julio de 1924 cuando gobierno de Colombia reconoció a Panamá como un estado independiente y soberano.  Ambos países comparten historia y cultura por haber sido Panamá parte del Virreinato de Nueva Granada y de todas las formas de gobierno que ha tenido Colombia, hasta la separación.  A pesar de estos y otros sucesos durante la historia, la relación bilateral entre estos dos países ha sido inestable.

## Historia

Frontera entre Colombia y Panamá.

Ambos países comparten una historia similar, ya que sus actuales territorios fueron descubiertos, colonizados y, posteriormente, gobernados por el Imperio Español, y por haber formado parte de una sola nación hasta su separación el 3 de noviembre de 1903.

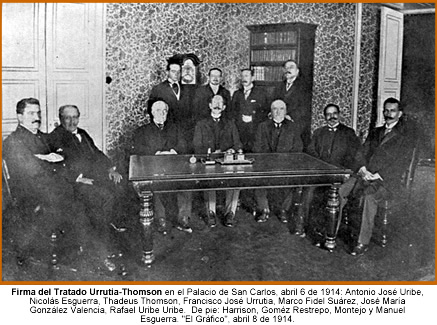
Tratado Urrutia-Thomson.

El 6 de abril de 1916 en Boyacá, Colombia y los Estados Unidos firman el tratado Thomson-Urrutia en el cual su objetivo era solucionar el conflicto entre estadounidenses y colombianos, provocado por el apoyo a la separación de panamá, fue ratificado por el congreso de los Estados Unidos el 11 de abril de 1921, Sin embargo Panamá no tuvo participación en el tratado, ni le dio derecho a los Estados Unidos. Al aprobarse el tratado Panamá protesto y no reconoció los límites fronterizos.
En virtud del tratado Thomson-Urrutia, Estados Unidos le concedía varios derechos sobre el canal de Panamá a Colombia entre ellos estaban la fijación de la frontera Colombo-Panameña; exoneración de todos los impuestos a los productos agropecuarios y de la industria colombiana que pasarán por el canal de Panamá; transportar tropas, buques y materiales bélicos sin pagar peaje por el canal de Panamá; y una indemnización a Colombia por la separación de Panamá.

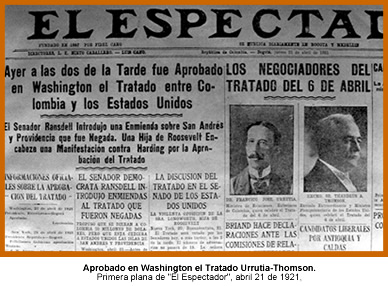
portada del periódico El Espectador donde muestra la aprobación del tratado Urrutia-Thomson.

Las fronteras fueron establecidas por un tratado el 20 de agosto de 1924, el cual fue firmado el 5 de diciembre de 1924 y se puso en vigor el 31 de enero de 1925.
La frontera entre ambos países ha sido transitada por migrantes de Cuba y Venezuela, en su mayoría intentando cruzar desde Colombia hacia Panamá por medio de la región de Darién. La zona también se ha visto perturbada por grupos armados, que la han convertido en un lugar de enriquecimiento ilícito.
El conflicto armado en Colombia entre el gobierno y los grupos guerrilleros colombianos también ha provocado problemas entre los dos países.

## Cronología

### sigloXX
Separación de Panamá
La separación de Panamá ocurrió el 3 de noviembre de 1903, un año después de la Guerra de los Mil Días.
Tratados de límites
El 20 de agosto de 1924 se firmó en Bogotá el tratado de los límites fronterizos, el 5 de enero de 1924 mediante la ley 53 de 1924 de Colombia fue aprobado y el 31 de enero de 1925 se puso en vigor el tratado de los límites fronterizos entre Colombia y Panamá, el cual concuerda con lo siguiente:

ARTÍCULO I
La línea de frontera entre la República de Colombia y la República de Panamá queda acordada, convenida y fijada en los términos que en seguida se expresan y que son los mismos de la Ley colombiana de 9 de junio de 1855.
Del cabo Tiburón a las cabeceras del río de La Miel, y siguiendo la cordillera por el cerro de Gandi a la sierra de Chugargún y de Mali, a bajar por los cerros de Nigue a los altos de Aspavé y de allí a una punta sobre el Pacífico, equidistante de Cocalito y La Ardita.
ARTÍCULO II
Los Gobiernos de Colombia y de Panamá nombraran una Comisión Mixta, compuesta de tres individuos por cada parte, para que señale y amojone sobre el terreno la línea de frontera convenida en el artículo anterior. La Comisión será nombrada dentro de los seis meses siguientes al canje de las ratificaciones del presente Tratado, y se instalará en la ciudad de Panamá dentro del plazo que se considere necesario para que sus miembros puedan reunirse y comenzar inmediatamente los trabajos de demarcación, salvo que lo impida algún accidente imprevisto, en cuyo caso los dos gobiernos podrán señalar un nuevo plazo para empezar dichos trabajos.
ARTÍCULO III
La Comisión demarcadora hará que en los lugares donde la frontera no esté formada por límites naturales como montes, cordilleras, etc., esta quede señalada por medio de postes, columnas y otros signos perdurables, de modo que la línea divisoria pueda reconocerse en cualquier tiempo con toda exactitud.
ARTÍCULO IV
Si entre los grupos de la Comisión Demarcadora ocurrieren diferencias acerca de las operaciones de su cargo, esas diferencias serán sometidas para su resolución a los dos Gobiernos, sin interrumpir por eso la demarcación de la línea.
ARTÍCULO V
Con excepción de los sueldos de los grupos de la Comisión Mixta Demarcadora, los demás gastos que cause la demarcación serán por mitad de cargo de cada Gobierno.
ARTÍCULO VI
Este tratado será ratificado por las Altas Partes contratantes, de acuerdo con la legislación de cada Estado, y las ratificaciones serán canjeadas en Bogotá dentro de los tres meses siguientes a la fecha de la última. 
Jorge Vélez
Nicolás Victoria J. 

Tratado de extradición
El 24 de diciembre de 1927 se firmó el tratado de extradición entre ambos gobiernos para mejorar la administración judicial y para prevenir delitos en los respectivos territorios, y fue aprobado el 9 de octubre de 1928.
Convenio de supresión del pago de visas
En el canje de notas de 23 de diciembre de 1930 y 17 de marzo de 1931, y que entró en vigor el 1 de mayo de 1931, se establece la supresión del pago de visas.
Convenio sobre reconocimiento de títulos de bachilleres
En el canje de notas de 7 de junio y 21 de julio de 1937, y que entró en vigor el 21 de julio de 1937, se establece que serían validados los títulos de bachiller expendidos por establecimientos públicos de uno u otro país, con sólo el requisito de la presentación de los certificados de estudios.
Convenio sanitario
El 16 de marzo de 1960 se adopta un convenio sanitario en el cual se acuerda coordinar las actividades de los programas que ambos países desarrollan con el fin de que puedan lograr la erradicación del paludismo, seguir campañas intensivas y permanentes hasta la erradicación de la viruela y el vector de la fiebre amarilla, controlar la selvática (región del Darién), mantener un índice de protección eficiente en contra del paludismo y la fiebre amarilla, e intensificar el programa contra la rabia y el pian, con el fin de controlar éstas con mira a su erradicación y evitar su diseminación a otro país.
Acuerdo de cooperación económica
El 3 de abril de 1960 se adoptó el acuerdo de cooperación económica entre ambos países, animados por el propósito de incrementar y fomentar sus relaciones económicas mediante la adopción de un sistema de cooperación eficaz, y deseosos de proporcionar a las empresas privadas las bases institucionales que facilitasen su entendimiento, su desarrollo armónico y las posibilidades de su acceso gradual a un amplio mercado regional, este último dentro de las gestiones que se adelantaban en el ámbito latinoamericano, y que resultó en un acuerdo entre ambos países.
Convenio cultural
El 3 de abril de 1960 se adopta el convenio cultural entre Colombia y Panamá, el cual, animados por el espíritu de solidaridad moral e intelectual que habían regido las relaciones de sus pueblos, y deseosos de promover una mayor vinculación en el campo de educación, la ciencia y la cultura, resultó en una convención.
Convenio sobre el transporte aéreo
El 14 de septiembre de 1963 se adopta el convenio en el cual se considera que es necesario favorecer el incremento de los transportes entre ambos países, con el fin de estrechar las relaciones de sus pueblos, y deseando reglamentar el transporte aéreo entre su respectivos territorios y el que puede realizarse entre sus territorios y otros países.
Acuerdo para la prevención y control de la fiebre aftosa
En el canje de notas de 11 de febrero de 1971 y se firmó en Bogotá, y que se perfeccionó el 25 de febrero de 1971, se acuerda un control y prevención para la fiebre aftosa en la zona noroccidental del Chocó.
Delimitación de áreas marinas, submarinas y asuntos conexos
El 20 de noviembre de 1976 se firmó en Cartagena de Indias el tratado de las delimitaciones marítimas entre Colombia y Panamá, el cual fue aprobado el 21 de enero de 1977, y que entró en vigor el 30 de noviembre de 1977, en la cual ambos países conscientes de la cooperación y reciprocidad internacionales ofrecían el mejor medio para resolver los asuntos de interés común, máxime cuando entre ellas existen vínculos naturales; acordes en la conveniencia y necesidad de proceder a la delimitación de sus áreas marinas y submarinas en el Océano Pacífico y el Mar Caribe; respecto a la salvaguardia de la soberanía y jurisdicción en las áreas marinas propias de cada país; ambos países interesados en la adopción de medidas adecuadas para la preservación, conservación y aprovechamiento de los recursos de dichas aguas y para la prevención, control y eliminación de la contaminación de las mismas, y compenetradas de la conveniencia de que ambos países adopten medidas consecuentes con los Derecho del Mar.
Tratado relativo al canal de Panamá

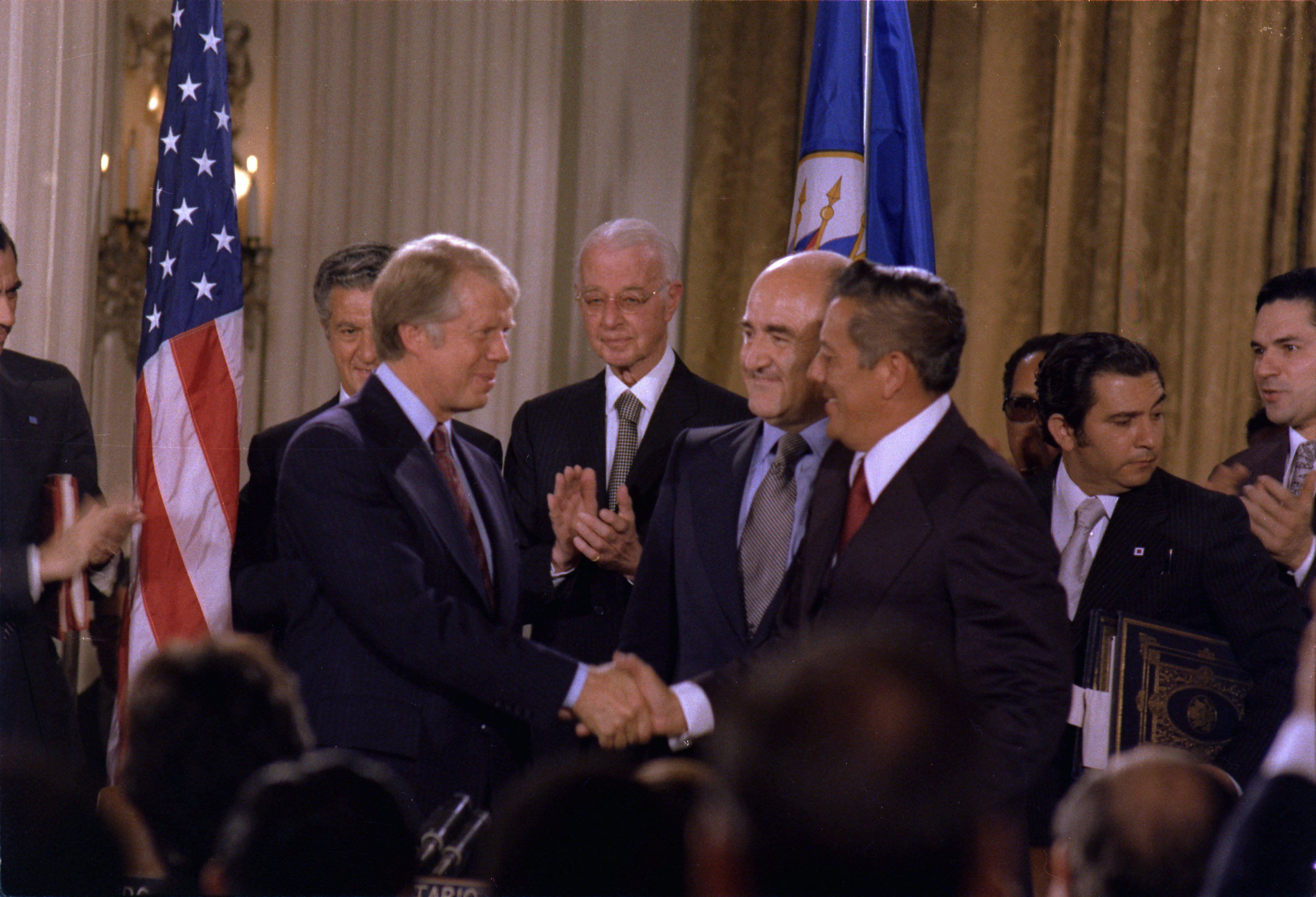
Los presidentes Carter y Torrijos después de firmar los tratados

El 22 de agosto de 1979 se firmó en Montería un tratado relativo al canal de Panamá, fue aprobado el 12 de marzo de 1979, y que entró en vigor el 12 de mayo de 1981, y que declara que teniendo en cuenta la declaración conjunta suscrita en la Ciudad de Panamá, por el jefe de gobierno de Panamá y los presidentes de Colombia, Costa Rica y Venezuela, el 24 de marzo de 1975, y considerando los tradicionales lazos de franca y cordial amistad existentes entre los gobiernos y pueblos de Colombia y Panamá; considerando la circunstancia de que Panamá y los Estados Unidos suscribieron el 7 de septiembre de 1977, los tratados del Canal del Panamá y el concerniente a la neutralidad permanente del Canal y funcionamiento del mismo; reconociendo que han sido perfeccionados dichos instrumentos y corresponderá a Panamá, a partir del 31 de diciembre de 1999, la regulación del tránsito de buques a través del canal; considerando que Colombia, en virtud con el tratado con los Estados Unidos, hubo ejerciendo tradicionalmente derechos de tránsito a través del canal; y qué en el párrafo dos del sexto artículo del tratado concerniente a la neutralidad permanente del canal y al funcionamiento del mismo, se expresa que mientras los Estados Unidos tengan la responsabilidad por el funcionamiento, podrán continuar otorgando a Colombia, libre peajes, el tránsito por el canal de sus tropas, naves y material de guerra. Posteriormente Panamá podrá otorgar a Colombia y Costa Rica el derecho de tránsito libre de peajes.
Convenio de cooperación técnica y científica
Ambas repúblicas con el deseo de fortalecer su relaciones tradicionales y amistosas, y convencidos del mutuo beneficio que la cooperación técnica y científica ofrece para su desarrollo social y económico, el 7 de mayo de 1981 se firmó en Ciudad de Panamá el convenio de cooperación técnica y científica, que fue aprobado el 16 de diciembre de 1982, y que entró en vigor el 29 de noviembre de 1983.
Convenio de cooperación cultural
El 11 de septiembre de 1984 se firmó en Bogotá el convenio de cooperación cultural, que fue aprobado el 19 de diciembre de 1986, y que fue puesta en vigor el 15 de junio de 1992, en el cual ambos gobiernos conscientes de los vínculos históricos y culturales que unen a sus pueblos y deseosos de fortalecer sus relaciones a través del desarrollo de la cooperación cultura, educativa y científica, firmaron el convenio de cooperación cultural.
La recíproca supresión de visas en los pasaportes diplomáticos consulares y oficiales o equivalentes
Mediante un canje de notas de 22 de julio de 1982, y que fue puesto en vigor el mismo día, se acuerda mediante 4 artículos, la recíproca supresión de visas en los pasaportes diplomáticos, consulares y oficiales o equivalentes.
Acuerdo de alcance parcial
El 9 de julio de 1993 se firma en Cartagena de Indias el acuerdo de alcance parcial, que entró en vigor el 18 de abril de 1995 con el decreto 2781 de 1994 de Colombia, y suscrito en el marco de ALADI, en el cual, mediante 15 capítulos en los cuales existen 41 artículos; 6 capítulos y 16 artículos en el primer anexo; y en el segundo y tercer anexo, los productos de cada país que desgravarán el marco del acuerdo de alcance parcial.
Los gobiernos, tomando en cuenta:
- Que el tratado de Montevideo de 1980, en la cual Colombia es signataria, autoriza la concertación de acuerdos de alcance parcial con otros países y áreas de integración económicas de América Latina.[43]
- Que existe la voluntad común de acelerar la integración de latinoamericana como medio para mejorar la competitividad internacional de las economías regionales y para facilitar el desarrollo integral de las sociedades de ambos países.[43]
- Que es conveniente facilitar las corrientes comerciales bilaterales y asegurar condiciones de libertad y de equilibrio en el comercio mutuo con el objetivo de establecer un espacio económico en latinoamericano.[43]
- Que es conveniente dotar las relaciones comerciales de mecanismo flexibles pero estables, que mejoren la activa participación de las empresas en las materias definidas en el acuerdo.[43]

El acuerdo fue modificado por primera vez por protocolo modificatorio del segundo y tercer anexo en Cartagena de Indias el 28 de abril de 2003 con el decreto 1845 de 2003 de Colombia, y por segunda vez por protocolo modificatorio del segundo y tercer anexo en Ciudad de Panamá 15 de febrero de 2005 con el decreto 1138 de 2005 de Colombia.
Asistencia mutua con relación al narcotráfico
Mediante un canje de nota el 19 de noviembre de 1993 se firma en Ciudad de Panamá el acuerdo sobre asistencia mutua con relación al tráfico ilícito de estupefacientes y sustancias psicotrópicas, el cual entra en vigor el 21 de septiembre de 1998.
Acuerdo sobre la medidas para impedir la desviación de precursores químicos y sustancias esenciales
El 19 de noviembre de 1993 se firma en Ciudad de Panamá el acuerdo sobre la medidas para impedir la desviación de precursores químicos y sustancias esenciales que se perfeccionó y entró en vigor el 21 de septiembre de 1998 con la ley 40 de 1995 de Panamá.
Los gobiernos conscientes del narcotráfico que existen en la zona fronteriza entre ambos países, y sabiendo que perturbar la seguridad ciudadana, la tranquilidad y las instituciones gubernamentales; teniendo en cuenta el consumo y el narcotráfico por la zona fronteriza constituye una modalidad criminal de alcance internacional y por tanto creyendo que todos los estados debe compartir la responsabilidad que se deriva; reconocen que se necesita elaborar y promulgar medidas en materia de prevención, disminución de la demanda, el intercambió de información y salud pública con el fin de combatir el narcotráfico.